# Francisco Miró Quesada Cantuarias
Francisco Miró Quesada Cantuarias (ur. 21 grudnia 1918 w Limie, zm. 11 czerwca 2019 tamże) – peruwiański dziennikarz, filozof, polityk, minister.

## Życiorys
Był peruwiańskim dziennikarzem związanym z gazetą „El Comercio”, filozofem i politykiem. Ukończył Papieski Uniwersytet Katolicki w Peru i Uniwersytet Świętego Marka. W okresie od 28 lipca 1963 do 3 października 1964 był ministrem edukacji, a w latach 1967–1969 ambasadorem w Paryżu we Francji.

## Odznaczenia
- Kawaler Legii Honorowej
- 2008 Krzyż Wielki Orderu Słońca Peru